# 万济国
萬濟國（西班牙語：Francisco Varo；1627年10月4日—1687年）是天主教西班牙籍神父及道明會會士。先後曾擔任福建宗座代牧區宗座代牧及兩廣及雲南宗座代牧區宗座代牧（1687年）。

## 生平
萬濟國出生於1627年10月4日，在西班牙帝國西維爾。及後加入道明會，並晉後被派遣到中國傳教。
1687年1月25日，萬濟國在59歲時獲時任教宗諾森十一世任命為福建宗座代牧區宗座代牧，領銜以色列利達教區主教。但未及到任就在同月31日，被任命為兩廣及雲南宗座代牧區宗座代牧。同年，萬濟國神父被捕及處死，享年60歲。